# Климушко, Борис Евгеньевич
Климушко Борис Евгеньевич (30 июня 1931, Днепропетровск — 15 мая 1991, Киев) — советский скульптор и график. Заслуженный художник УССР (1982).

## Биография
Родился 30 июня 1931 года в городе Днепропетровск.
В 1947 году поступил и в 1952 году окончил Днепропетровское художественное училище. В 1952 году поступил и в 1958 году окончил Киевский художественный институт (учитель по специальности — М. Лысенко). Член Союза художников УССР с 1963 года.
Умер 15 мая 1991 года в Киеве.

## Творческая деятельность
Работал в отрасли станковой и монументальной скульптуры. С 1958 года участвовал в республиканских и зарубежных, с 1961 года — всесоюзных выставках.

### Основные произведения
- Из шахты (1961);
- И в дорогу далёкую (1963);
- Минута молчания (1965);
- Портрет героя гражданской войны И. Федько (1967);
- Монумент «Победа» (1968, Кривой Рог, в соавторстве с Е. Горбанем);
- Олекса Довбуш (1973);
- монумент «Три сестры» (1975, у села Сеньковка Городнянского района Черниговской области, в соавторстве с Е. Горбанем);
- Ярослав Мудрый (1982);
- Памятник В. И. Ленину (1982, Чернобыль);
- памятник «Навеки вместе» (1982, Переяслав, в соавторстве с Е. Горбанем);
- Мемориальный ансамбль героям Аджимушкайской обороны (1982, Керчь, в соавторстве с Е. Горбанем) и другие.

## Награды
- Заслуженный художник Украинской ССР (1982);
- Серебряная медаль имени М. Грекова (1984).